# Ida On
Ida Mei On, född 25 maj 1996, är en svensk skådespelare och barnprogramledare.
On är uppväxt i Svalöv och är näst äldst av sju syskon. Hon avlade examen vid Balettakademiens musikalutbildning 2020. Hon har haft engagemang vid Göteborgsoperan, Det Kongelige Teater i Köpenhamn, Det Ny Teater i Köpenhamn samt vid Wermland Opera. Sedan 2020 är hon en av programledarna för SVT:s Sommarlov. Hon har även medverkat i barnprogrammet Saibo i SVT.